# Щебенка
Щебе́нка — селище Єнакієвської міської громади Горлівського району Донецької області, Україна. Населення становить 357 осіб.

## Географія
Село розташоване на річці під назвою Булавинка. Відстань до райцентру становить близько 8 км і проходить автошляхом місцевого значення. Через селище проходить залізниця, станція Щебенка.
Сусідні населені пункти: на північному північному сході - Старопетрівське, Софіївка; північному сході, півночі - місто Єнакієве, Шапошникове, Авіловка (вище по течією Булавинки); північному заході, заході - Корсунь; південному заході - Верхня Кринка, Шевченко, Монахове; півдні - Новоселівка, Новомар'ївка, Верхня Кринка (Макіївська міська громада); південному сході - Тихе.

## Населення
За даними перепису 2001 року населення селища становило 357 осіб, із них 19,33% зазначили рідною мову українську, 80,67% — російську.